# 竹内藤男
竹内 藤男（たけうち ふじお、1917年（大正6年）11月30日 - 2004年（平成16年）9月7日）は、日本の政治家、官僚。茨城県知事を5期務めた（公選 第8・9・10・11・12代）。元参議院議員。

## 人物・来歴
朝鮮・京城（現在のソウル）生まれ。
旧制鉾田中学校、（現在の茨城県立鉾田第一高等学校）、旧制水戸高等学校を経て、東京帝国大学法学部卒業。
大学卒業後、国家公務員となり、旧建設省にて都市局長まで務めたのち、参議院議員に転じた。茨城県知事に当選後は、在任中に、筑波研究学園都市・筑波科学万博の誘致、常磐自動車道建設など、大型プロジェクトを進めた。知事在任期間は1975年4月23日 - 1993年8月11日（当選5回）。つくば市の成立にも尽力し、市名の実質的な名付け親でもある。在任中の1993年にゼネコン4社から9500万円を受け取った収賄容疑で逮捕・起訴された（ゼネコン汚職事件）。茨城県は文化施設の振興が他県と比較し遅れていた事もあり、竹内は文化振興に熱心であった。昭和50年代、近代美術館、自然博物館、五浦美術館および陶芸美術館といった拠点を作る考えでいたが、当時はオイルショックによるマイナス成長であったため、予め基盤づくりを行い景気が上昇するまで備えとした。その後、1994年にはミュージアムパーク茨城県自然博物館がオープンし、五浦美術館は後任の橋本昌が竹内の計画を引き継ぐ形で1997年にオープンした。

## 略歴
- 1942年 - 内務省に採用、当初の配属は厚生省。戦後は旧建設省の事務官となった。
- 1965年 - 建設省都市局長に就任。
- 1971年 - 第9回参議院議員通常選挙に立候補（旧茨城地方区）、当選。
- 1975年 - 茨城県知事選に立候補。初当選。
- 1993年7月23日 - ハザマからの収賄容疑で東京地検特捜部により逮捕。
- 1993年8月11日 - 茨城県知事を辞職。
- 1994年10月 - 保釈。
- 2003年12月10日 - 病気のため公判手続き停止。
- 2004年6月27日 - 吐血のため緊急入院。
- 2004年9月7日 - 肺癌のため死去。享年87（86歳没）。